# النساء في العصر الآبائي
تُعتبر حالة النساء في العصر الآبائي، المعروف باسم آباء الكنيسة، مسألة خلافية داخل المسيحية نظرًا لأن الكتاب الآبائيين سعوا بشكل واضح للحد من نفوذ المرأة في المجتمع المدني وكذلك في حياة الكنيسة.
وكان العصر الآبائي، الذي يمتد تقريبًا من عام 150 ميلاديًا إلى عام 500 ميلادي، أكثر قسوة من العصور الوسطى ذاتها من حيث عزو الأدوار الاجتماعية للنساء، لذا فإن تعبير النظام الأبوي تم استخدامه من قِبل النسويات في العصر الحديث.

## وجهات النظر الأنثروبولوجية

### وجهات نظر أرسطو حول المرأة
اعتقد أرسطو أن النساء هن أكثر برودة من الرجال، وبالتالي يتمتعن بنمط حياتي أقل. وانتقل افتراضه دون تمحيص إلى جالينوس وآخرين لمدة ألفي عام تقريبًا حتى القرن السادس عشر.

### نشاط الذكور وسلبية الإناث
في العصر الكلاسيكي، الذي شكل المشاهد الآبائية، كان النشاط الجنسي للذكور والسلطة مرتبطين بشكل وثيق وكان النشاط الجنسي للأنثى مرتبطًا بالسلبية. وعارض آباء الكنيسة ممارسة الزهد للإناث بشكل مستقل لأنه مثل تهديدًا على تحرير المرأة من الرجل. للشعور بالمتعة يعني أن تكون هناك صفات العفة والقبول بالاستسلام والعبودية.

## أدوار كنسية محدودة

### الكهانوتية مقتصرة على الرجال
منذ أوائل العصر الآبائي، كان يتم حجز مناصب المعلمين وكاهن السري للرجال في معظم الكنائس في الشرق والغرب. وكتب ترتليان، الأب اللاتيني في القرن الثاني، أنه «غير مسموح للنساء بالتحدث في الكنيسة». وعلى نحو مماثل، قال العالم اللاهوتي في القرن الرابع إبيفانيوس السلاميسي «لم تعمل امرأة منذ بداية الكون في خدمة الرب ككاهنة».("Against the heresies")

### منصب الشماس محفوظ للرجال
في القرون الأولى، سمحت الكنيسة الشرقية للمرأة بالمشاركة على نطاق محدود في المناصب الكنسية من خلال تنصيبها كشماسة، بينما في الغرب كان منصب الشماس (كما هو الحال مع المناصب العليا) محجوزًا للرجال فقط. ولا يجوز لها أن تعمل في مهن التعليم أو التعميد أو الوعظ أو الادعاء لنفسها أي وظيفة مناسبة للرجل مثل الوظائف الكهانوتية على أقل تقدير وفقًا لترتليان. " ("على حجاب العذارى (On the Veiling of Virgins)")